# サレフ・ムスリム・モハメド
サレフ・ムスリム・モハメド（アラビア語:صالح مسلم、英語:Salih Muslim Muhammad、1951年 -  ）は、クルド民主統一党 (PYD)の共同議長である。サレフはPYDの指導者として、北部シリアの西クルジスタン地域をクルド人の実効支配下に置いている。サレフはシリア国民評議会の副議長でもあり、シリア内戦における反体制派クルド人のなかでは最も著名である。

## 経歴
サレフは、1970年代にイスタンブール工科大学で工学を学んでいたときにクルド民族運動に加わった。ムスタファ・バルザーニの影響を受けるようになり、彼が第二次クルド・イラク戦争で敗れると、より運動に積極的に関わるようになった。大学を卒業した後は、1990年代にシリアに戻るまで、サウジアラビアで技術者として働いていた。
1998年に、彼はシリア・クルド民主党に参加した。この組織はイラクに本部があったクルディスタン民主党のシリア支部である。しかし、クルディスタン民主党がその目的を果たせないことに幻滅したサレフは、2003年に党を離れた。 新たに結成されたクルド民主統一党に参加したサレフは、幹部会のメンバーとなり、2010年には党首となった。2010年に、サレフと彼の妻であるAyşe Efendiがシリアで投獄されると、イラクのクルディスタン愛国同盟からは離れることとなった。そして、シリア内戦の開始後、2011年3月にシリアのカーミシュリーへと戻った。
2012年8月に、BBCの記者であるオルラ・ゲリンとのインタビューを受けた際、サレフはクルディスタン労働者党（PKK）との軍事上の連携を否定した。彼は、バッシャール・アサド政権によって、2003年以降、しばしば投獄されていたとも述べた。
2013年10月9日に、アルカイダ系反体制との衝突の結果、サレフの息子のShervan（クルド人民防衛隊の戦闘員）が、タル・アブヤド西部で死亡した。サレフの息子は、故郷であるコバニに埋葬され、公式に行われた葬儀には数千人の人々が出席した。